# Árta prefektúra
Árta (görögül: Άρτα) prefektúra (Νομός, nomósz) Görögország Epirusz közigazgatási régiójában, az ország északnyugati részében, az Amvrakiai-öböltől északra. 
Székhelye a mintegy 24 000 lakosú Árta város.
Területe 1662 km², ezzel az ország 40. legnagyobb prefektúrája (fele akkora, mint a magyar Vas vármegye).
Népessége 77 680 (2005), ezzel a 42. a prefektúrák közt. Árta prefektúra lakosságának zöme az Árahthosz völgyében, Árta várostól délre és keletre, a délkeleti régiókban és az Athaman hegységben él, a lakosság a leggyérebb északon.

## Földrajza
Északkeletről hegyláncok határolják, amelyeken át egyetlen út köti össze a Pinejósz folyó völgyével és Thesszáliával. Tőle nyugatra alacsonyan fekvő, mezőgazdasági művelés alatt álló síkságok terülnek el. 
Nyugati szomszédja Préveza prefektúra, északon Joánina, keleten Tríkala, keleten Kardítsza, délen - szárazföldön, illetve az Ambrakiai-öböl túlpartján - Etoloakarnanía. Keleti határát az Ahelóosz folyó, a nyugatit a Lúrosz folyó alkotja.

## Municipiumi és közösségei
| Municípium              | YPES kódja | Székhelye (ha más a neve) | Postai irányítószáma | Térségkód |
| ----------------------- | ---------- | ------------------------- | -------------------- | --------- |
| Ágnanta                 | 0601       |                           | 470 43               | 26850-3   |
| Amvrakikósz             | 0603       | Anéza                     | 471 00               | 26810-4   |
| Árahthosz               | 0604       | Neohóri                   | 470 41               | 26810-8   |
| Árta                    | 0605       |                           | 471 00               | 26810     |
| Athamanía               | 0602       | Vurgaréli                 | 470 45               | 26850-2   |
| Filothéi                | 0616       | Halkiádesz                | 470 42               | 26810     |
| Geórgiosz Karaiszkákisz | 0607       | Diászelo                  | 470 48               | 26810-67  |
| Iráklia                 | 0608       | Áno Kalentini             | 470 44               | 26810-68  |
| Kobóti                  | 0611       |                           | 470 40               | 26810-65  |
| Péta                    | 0614       |                           | 472 00               | 26810-8   |
| Tetrafilía              | 0615       | Asztrohori                | 470 47               | 26850     |
| Vlahérna                | 0606       | Grammeníca                | 471 00               | 26810-85  |
| Szirovúni               | 0613       | Ammotoposz                | 482 00               | 26830-81  |
| Közösség                | YPES kód   | Székhelye (ha más a neve) | Postai irányítószáma | Térségkód |
| Komméno                 | 0610       |                           | 471 00               | 26830-69  |
| Melisszurgoí            | 0612       |                           | 471 00               | 26830-26  |
| Theodórjana             | 0609       |                           | 470 45               | 26850-22  |

## Fordítás
- Ez a szócikk részben vagy egészben  az   Arta Prefecture című angol Wikipédia-szócikk ezen változatának fordításán alapul.  Az eredeti cikk szerkesztőit annak laptörténete sorolja fel. Ez a jelzés csupán a megfogalmazás eredetét és a szerzői jogokat jelzi, nem szolgál a cikkben szereplő információk forrásmegjelöléseként.